# 예수의 안 알려진 해

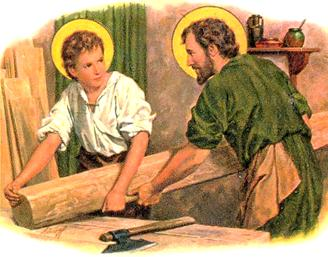

예수의 안 알려진 해 (침묵의 해, 잃어버린 해, 없어진 해라고도 한다)는 일반적으로 신약에 설명되지 않은 기간, 예수의 어린 시절과 그의 공생애의 시작 사이의 기간을 의미한다.

## 주류 현대신학에서 신약 주해로 채택 거절
기독교 교계에서는 감추인 예수의 생애에 대한 사람들의 호기심을 자극할지는 몰라도, 역사적 성서적 근거가 희박한 것이며 신앙적으로나 학문적으로 가치가 없다고 본다.

## 같이 보기
- 신약 속 예수의 삶
- 토마스의 초기 복음서

## 참고 도서
- Fida Hassnain. Search For The Historical Jesus. Down-to-Earth Books, 2006. ISBN 1-878115-17-0
- Charles Potter Lost Years of Jesus Revealed., Fawcett, 1985. ISBN 0-449-13039-8
- Elizabeth Clare Prophet The Lost Years of Jesus: Documentary Evidence of Jesus's 17-Year Journey to the East. Gardiner, Mont.: Summit University Press, 1987. ISBN 978-0-916766-87-0.